# Donut
Een donut (afkomstig van de Engelse samenstelling dough en nut 'deegklont') is een torusvormig, zoet, gefrituurd broodje. Een donut heeft meestal een gat in het midden, al bestaan er ook varianten zonder. Het kan worden gevuld met een beetje jam, chocolade of iets anders, bedekt met een laagje glazuur of bestrooid met poedersuiker. Het wordt vaak verward met een bagel, maar toch zijn het verschillende gebakjes omdat donuts gefrituurd worden.

## Ontstaan
De oorsprong van de donut wordt betwist. Er bestaan drie ontstaanstheorieën:
- In een Engels kookboek van 1803 wordt melding gemaakt van een recept voor donuts. De donut werd vanaf het midden van de 19e eeuw gezien als een Amerikaanse lekkernij.
- Hanson Gregory beweerde dat hij de donut in 1847 op zestienjarige leeftijd had uitgevonden. Het was oorspronkelijk een klont deeg, maar omdat hij het te vettig vond, maakte hij een gat door het deeg. Vervolgens leerde hij dit recept aan zijn moeder.
- Het is een variant van de oliebol. Nederlandse Amerikanen zouden de bedenkers zijn en de ook wel gebruikte naam olykoek verwijst daarnaar. [1] Dit is ook de meest waarschijnlijke verklaring, daar deze al in 1809 door Washington Irving werd omschreven in zijn boek: A History of New York, from the Beginning of the World to the End of the Dutch Dynasty.[2]

## Menu
Het donutmenu biedt een heerlijke mix van klassieke en creatieve smaken om aan alle wensen te voldoen. Van populaire donuts met chocoladeglazuur en gewone donuts tot seizoensspecialiteiten zoals de pompoendonut en feestelijke opties met Halloween-sprinkles, er is voor ieder wat wils. Het menu bevat ook speciale donuts zoals de Boston Kreme, de Apple ‘n Spice en de chocolade-kokosdonut, elk met hun unieke smaak en textuur. Voor liefhebbers van fruitige smaken zijn er heerlijke opties zoals de geglazuurde bosbessendonut en de appeltaartdonut.
Om de variatie te vergroten, brengen themadonuts zoals de New York Giants Donut en de Tar Heels Donut een speels element in de selectie. Voor chocoladeliefhebbers zijn de Double Chocolate Donut en de Chocolate Headlight Donut rijke keuzes, terwijl lichtere opties zoals de vanilledonut met sprinkles perfect zijn voor een zoete traktatie. Dit diverse menu is ontworpen om vreugde te brengen bij elke hap en is een must voor donutliefhebbers die zowel traditie als innovatie in smaken zoeken.

## Soorten

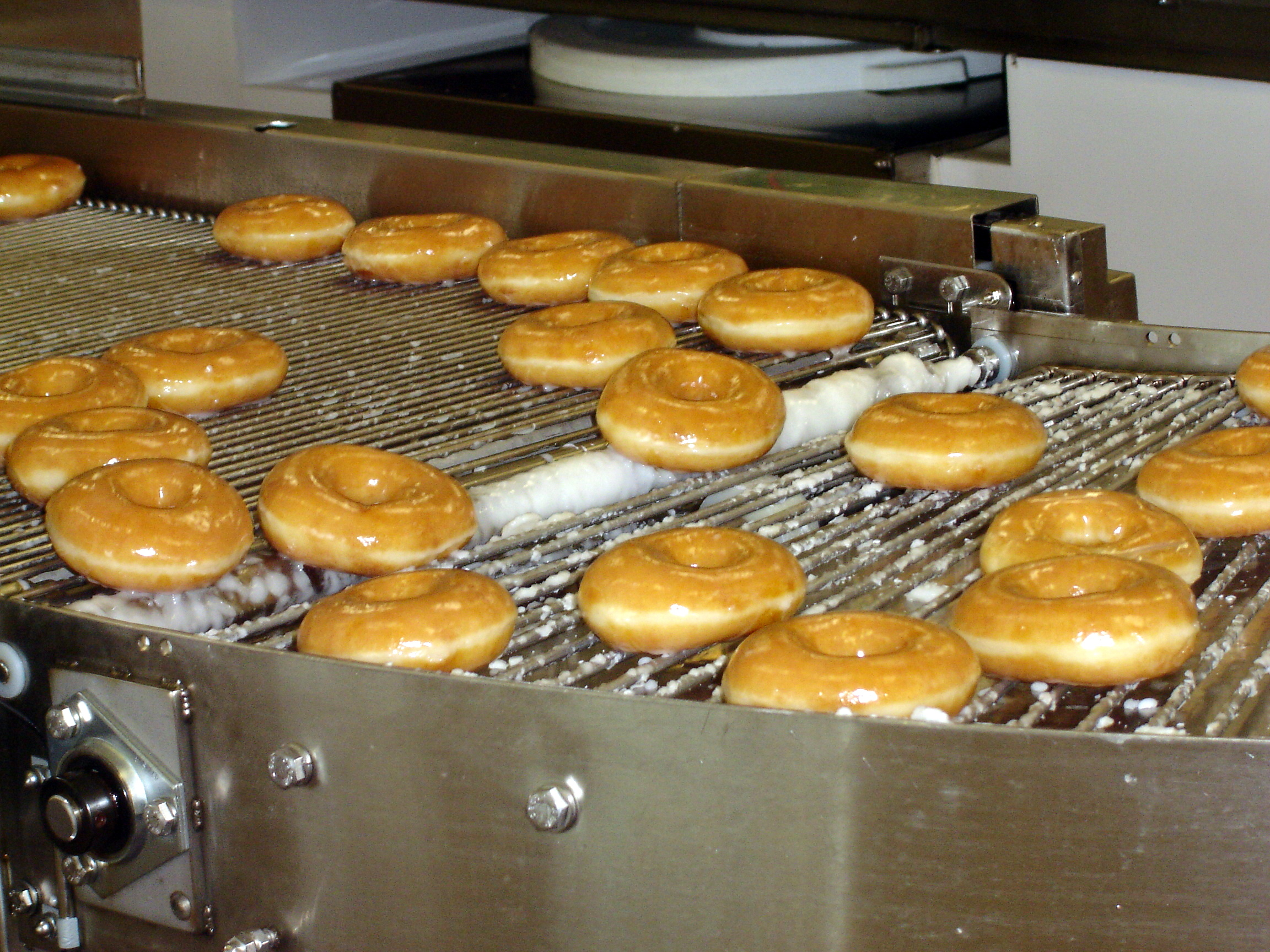
Bereiding van donuts

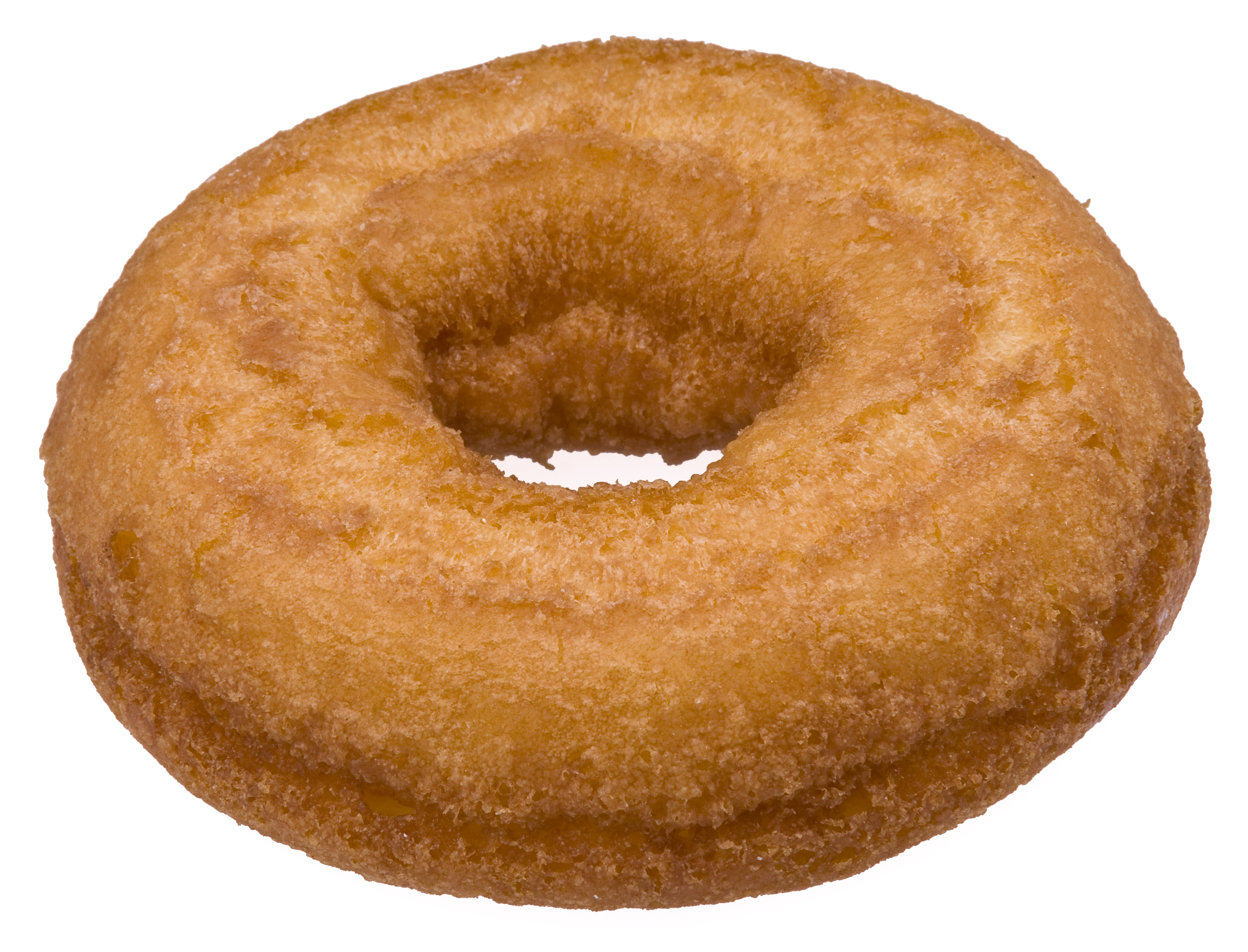
Een donut

Er zijn twee basisprincipes in bereiding van donuts:
1. de gistgerezen donut
2. de cakedonut

De gistgerezen donut wordt uit een luxe brooddeeg gemaakt. Het deeg krijgt gemiddeld een uur rijstijd, wat de malsheid en smaak gunstig beïnvloedt. Deze donut is aanmerkelijk minder vet dan de cakedonut. De cakedonut wordt gemaakt met een typisch cakebeslag dat direct in de donutvorm wordt gespoten en gefrituurd. Dit is een methode die vooral direct op het verkooppunt (winkel/marktkraam etc.) kan worden toegepast.
Beide donutsoorten kunnen nog extra worden bewerkt:
- De naturel donut: een donut zonder vulling maar vaak met een flinterdun laagje suikerglazuur (frosted/glazed) of een laagje heel fijne kristalsuiker (sugardonut).
- De gedecoreerde donut (decodonut): deze donut is voorzien van een laagje fondant vaak op smaak gebracht met vruchtencompounds, chocolade etc. en gekleurd met eetbare kleurstoffen.
- Gevulde donuts: vooral in de Verenigde Staten worden donuts ook gevuld met custardcrème (soort pudding) en allerlei jams en chocoladepasta. In veel gevallen worden de donuts dan ook in de kleur van de vulling voorzien van een glazuur- of coatinglaagje. Glazuur is op suikerbasis terwijl de coating op vetbasis is samengesteld.